# قرطم كريتي
القرطم الكريتي نوع نباتي ينتمي إلى جنس القرطم من الفصيلة النجمية.

## الموئل والانتشار
موطنه الأصلي حوض البحر الأبيض المتوسط.